# Hymenophyllum malingii
Hymenophyllum malingii är en hinnbräkenväxtart som först beskrevs av William Jackson Hooker, och fick sitt nu gällande namn av Georg Heinrich Mettenius. Hymenophyllum malingii ingår i släktet Hymenophyllum och familjen Hymenophyllaceae. Inga underarter finns listade.